# Schlacht an der Piave
Sacile – Teugn-Hausen – Weichselfeldzug – Raszyn – Abensberg – Landshut – Eggmühl – Regensburg – Neumarkt – Ebelsberg – Piave – Aspern – Sankt Michael – Stralsund – Bergisel – Raab/Győr – Graz – Wagram – Korneuburg – Stockerau – Gefrees – Hollabrunn (Schöngrabern) – Znaim – Walcheren–Schlacht an der Baskischen Reede

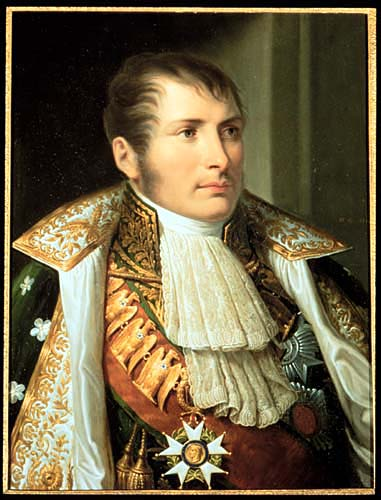
Eugène de Beauharnais von Andrea Appiani, 1810

Die Schlacht an der Piave (auch: Schlacht bei Ponte della Priula) fand am 8. Mai 1809 zwischen den französisch-italienischen Truppen unter Befehl Eugène de Beauharnais und der österreichischen Armee unter Erzherzog Johann während des Fünften Koalitionskriegs statt. Obwohl die Österreicher ihre Positionen am gegenüberliegenden Flussufer bezogen hatten, erlitten sie eine Niederlage gegen die zahlenmäßig überlegenen französisch-italienischen Truppen.

## Schlachtablauf

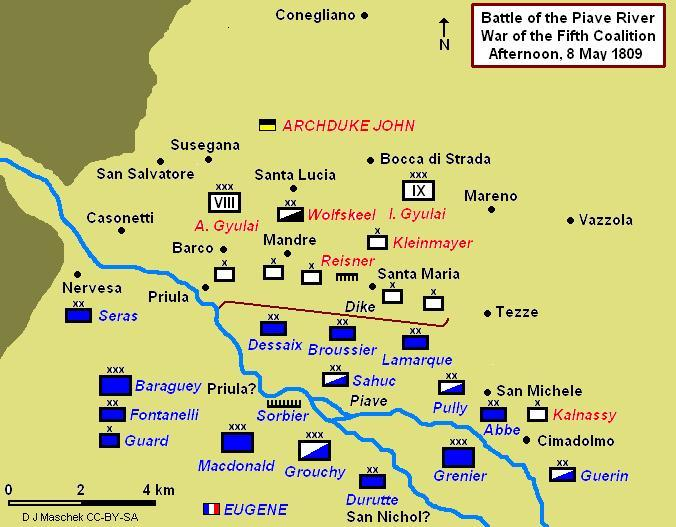
Schlachtskizze

Die weit überlegenen französischen Truppen kamen von Süden her zum Fluss Piave und planten den Angriff auf die österreichische Armee, die nördlich des Flusses Stellung bezogen hatte.
Eugène glaubte, dass der Großteil der österreichischen Kontingente sehr viel weiter entfernt vom Flussufer, nämlich bei Conegliano lag. Er wusste nicht, dass Erzherzog Johanns Armee nur vier Kilometer vom Fluss entfernt in Stellung gegangen war und plante eine großangelegte Attacke.
Eugène sammelte seine Truppen und plante einen Scheinangriff an seinem linken Flügel auf das Fort von Nervesa. Gleichzeitig befahl er Dessaix den Hauptangriff im Zentrum auf das Fort von Priula. Um Dessaix zu unterstützen, platzierte er mehrere Batterien Artillerie am Südufer der Piave und ließ Gouchy den Fluss an der rechten Flanke bei San Nichiol mit drei Divisionen Kavallerie überqueren.
Um sieben Uhr überquerte Dessaix den Fluss mit 5000 Mann. Erzherzog Johann rückte zu diesem Zeitpunkt mit vor. Dabei formte das 8. Armeekorps den rechten Flügel im Westen und das 11. den linken im Osten.
Um acht Uhr waren die Franzosen unter Dessaix bis knapp vor die österreichischen Linien vorgerückt, sodass Johann seine gesamte Kavallerie unter Christian Freiherr Wolfskeel von Reichenberg zusammenfasste und in den Sturmangriff schickte.
Da die Reiterei jedoch nichts gegen Dessaix, der seine Truppen in zwei großen Karrees aufstellte, ausrichten konnte, eröffneten 24 österreichische Kanonen das Feuer auf Dessaix. Dieser erlitt große Verluste unter diesem massiven Bombardement. Also zogen die Franzosen selbst 24 Kanonen vor ihrer Infanterie auf und erwiderten das Feuer.
Während dieses Gefechts querten Grouchys Truppen den Fluss im Osten, schlugen Kalnássys Korps bis Cimadolmo zurück. Um 9 Uhr hatten sie vollständig den Fluss überquert. Um zehn Uhr trafen diese Truppen, Leichte Kavallerie unter Sahuc und Dragoner unter Pully auf die österreichische Reiterei unter Wolfskeel. Als dieser jedoch im Nahkampf getötet wurde, zerbrach der österreichische Angriff und die Reiterei floh. Sahuc und Pully stürmten die Positionen der Artillerie – die Österreicher konnten nur noch zehn Kanonen retten – hatten jedoch keinen Erfolg gegen die österreichische Infanterie, die ihrerseits nun Karrees bildete.
Zu diesem Zeitpunkt war der Pegel des Flusses derart hoch gestiegen, dass Eugène keine weiteren Truppen mehr übersetzen konnte, weshalb die Kämpfe zwischen 13 und 15 Uhr zum Erliegen kamen. 27.000 bis 30.000 seiner Soldaten waren nun abgeschnitten. Erzherzog Johann wagte jedoch keinen großangelegten Angriff seiner Infanterie, da er diese keinen Kavallerieangriffen aussetzen wollte und er wusste, dass seine eigene Reiterei keine ausreichende Deckung mehr liefern konnte.
Am späten Nachmittag begannen die französischen Attacken wieder: Am rechten Flügel bestürmten Greniers und Pullys Kavallerie mit Abbés Infanterie die Linien des 11. Armeekorps. Die Konter von Erzherzog Josephs Husaren bewirkten wenig und Kalnássy musste sich aus San Michele und Cimadolmo zurückziehen.
Ein Bombardement aus 24 Kanonen und die Attacken MacDonalds brachen schließlich die Linien des 11. Armeekorps. Auch die österreichischen Elitetruppe, Kleinmayers Grenadierbrigade, die in Reserve gehalten worden war, konnten die Angriffe nicht mehr abwehren. Erzherzog Johanns Linien zerbrachen. Er musste sich geschlagen geben und nach Conegliano zurückziehen.
Eugene verfolgte den Erzherzog und stellte ihn am 11. Mai bei San Daniele.